# Berracoteri
El berracoteri (Berracotherium koimeterion) és una espècie extinta de mamífer piroteri de la família dels pirotèrids que visqué a Sud-amèrica des de l'Eocè mitjà fins a l'Oligocè inferior. Se n'han trobat restes fòssils a l'Argentina. Es tracta de l'única espècie del gènere Berracotherium.

## Descripció
Aquest animal és conegut únicament per una mandíbula incompleta, així que és impossible reconstruir-ne l'aspecte. Extrapolant a partir d'animals semblants però més ben coneguts, com ara el piroteri, se suposa que el berracoteri era un animal de complexió pesant, semblant a un elefant i dotat d'una probòscide curta i ullals llargs. Devia ser més gros que Carolozittelia, però més petit que el piroteri.
Es caracteritzava per una símfisi mandibular gran que s'estenia posteriorment fins al nivell de la primera dent molar. Les premolars i les molars inferiors eren més llargs que amples, al contrari del que passava en Proticia i el piroteri. La segona molar inferior ja era de tipus bilofodont, mentre que els lòfids eren d'amplada pràcticament igual, transversals, paral·lels i gairebé drets. A més a més, els lòfids estaven completament separats a les extremitats labials i linguals i eren més baixos que en el baguateri, Griphodon i el piroteri estaven dotats de cúspides crenulades. El talònid estava dotat d'una obliqua del crístid distinta que es connectava mesialment i labialment als lòfids. El crístid era gairebé perpendicular als dos lòfids i encara més gran que en els altres piroteris, amb un cingúlid posterior engrandit que formava un taló.

## Classificació
El berracoteri forma part dels piroteris, un grup de mamífers del Cenozoic primerenc oriünds de Sud-amèrica, de complexió pesant i relacions incertes. En particular, sembla que era un piroteri més aviat derivat i que pertanyia a un clade que també agrupava el propiroteri, Griphodon, el baguateri i el piroteri.
B. koimeterion fou descrit el 2023 a partir d'una mandíbula dreta parcial descoberta a la província argentina de Salta, en capes de l'horitzó estratigràfic incert entre l'Eocè mitjà i l'Oligocè inferior, a la formació Quebrada de Los Colorados.